# Захисник (фільм, 2012)
«Захисник» (англ. Safe) — американський бойовик режисера та сценариста Боаза Якіна. У центрі сюжету колишній поліцейський і боєць у клітці на ім'я Люк Райт, якого грає Джейсон Стейтем. Він захищає обдаровану дитину, на яку одночасно полюють російська мафія, китайська тріада та нью-йоркські поліцейські.
Прем'єра в США відбулася 27 квітня 2012 року, в Україні — 3 травня того ж року. Фільм отримав змішані відгуки критиків і зібрав у світовому прокаті 40,6 млн доларів при бюджеті в 30 млн.

## Сюжет
Колишній нью-йоркський поліцейський Люк Райт (Джейсон Стетхем) виступає у боях без правил і, замість того щоб програти, відправляє в кому свого суперника. Через це бос російської мафії Еміль Доческі (Сандор Текс) втрачає близько $ 1 млн. Щоб помститися борцю, Еміль посилає убивць на чолі зі своїм сином Василем (Джозеф Сікора) в будинок Люка. Помста виявляється страшною: кілери не тільки вбивають вагітну дружину головного героя, але й обіцяють йому вбивати кожного, хто буде поруч з ним. Це суворе покарання ставить Люка Райта на межу самогубства.
Паралельно в фільмі розповідається історія китайської дівчинки Мей (Кетрін Чан), яка володіє феноменальною пам'яттю і може з ходу запам'ятовувати будь-яку побачену або почуту інформацію. Цей дар оцінила китайська мафія Тріада. Дівчинку бере під своє заступництво «дядечко» Хан Цзяо (Джеймс Хонг) і вона стає чимось на зразок ходячої бухгалтерської книги китайської мафії. Хан Цзяо відправляє Мей в Нью-Йорк, де вона постійно супроводжує керуючого справами китайської мафії по Нью-Йорку Кван Чанга (Реггі Лі).
Приїхавши в Нью-Йорк, Хан Цзяо повідомляє Мей довгу послідовність цифр, які є надважливими, і відправляє її на зустріч з людиною, яка повинна повідомити другу частину коду. По дорозі китайський кортеж розстрілюють, і дівчинка опиняється в руках російської мафії.
Від свого інформатора в китайській мафії, дівчини Лін (Денні Ленг), Доческі знає про важливу інформацію, якою володіє Мей, і намагається вивідати її. Однак Мей тікає з офісу злочинців.
Спустившись на станцію метро, вона проходить повз Люка Райта і кидає на нього несподіваний погляд, який привернув увагу головного героя і зупинив підготовлюване самогубство. Люк бачить злочинців, які переслідують Мей, і приходить їй на допомогу.
У підсумку Люк і Мей виявляються одні проти російської та китайської мафії. Додатково до всього за ними полює продажний поліцейський капітан Вулф (Роберт Джон Берк), якому мер міста (Кріс Сарандон) дав вказівку знайти Люка і Мей.
По ходу фільму з'ясовується, що перша послідовність цифр — це код від сейфа, в якому зберігаються $ 30 млн, а друга — код від сейфа з інформацією про всі злочинців, замішаних у корупційних схемах за участю мера Нью-Йорка і міської мафії.
Покликавши на допомогу своїх колишніх колег (включаючи капітана Вулфа), Люк бере штурмом підпільне китайське казино, де знаходиться сейф з $ 30 млн, а потім відвідує мера міста і забирає у нього диск з компроматом.
Під час фінальної розбірки зі своїм колишнім колегою, підручним (а також коханцем) мера Алексом Розеном (Енсон Маунт) Люк рятує Мей. Головний герой повертає викрадені гроші китайській мафії, викраденого сина ватажка російської мафії Василя його батькові, а також ховає інформацію про корупційні схеми в декількох надійних місцях, гарантуючи собі і Мей захист від переслідувань.

## В ролях
- Джейсон Стейтем — Люк Райт
- Кетрін Чан — Мей
- Кріс Сарандон — мер Тремело
- Роберт Джон Берк — капітан Вулф
- Реггі Лі — Кван Чанг
- Денні Хоч — Джуліус Баркоу
- Денні Ленг — Лін
- Джеймс Гонґ — Хан Цзяо
- Ігор Жижикін — Шемякін

## Цікаві факти
- Основні зйомки проходили з жовтня по грудень 2010 року в Пенсільванії та Нью-Йорку.
- Сюжет фільму, в якому головний герой захищає маленьку дівчинку, нагадує французькі фільми «Леон» і «Васабі».
- Традиційний для бойовиків фінальний поєдинок хорошого хлопця з поганим хлопцем в цьому фільмі порушений несподіваним сценарним ходом. Коли герої відкладають убік пістолети щоб битися на кулаках, Мей стріляє в Алекса, а потім пояснює Люку, що бачила як той б'ється, і що Люк не встояв би проти нього.
- Одним з продюсерів фільму виступив Кевін Спейсі.